# Aphonus texanus
Aphonus texanus är en skalbaggsart som beskrevs av Gill och Henry Fuller Howden 1985. Aphonus texanus ingår i släktet Aphonus och familjen Dynastidae. Inga underarter finns listade i Catalogue of Life.